# Amfreville (Manche)
Pour les articles homonymes, voir Amfreville.
Amfreville (prononcé /ɑ̃frəvil/) est une ancienne commune française du département de la Manche et de la région Normandie. Elle a été une commune déléguée au sein de la commune nouvelle de Picauville du 1er janvier 2016 au 1er janvier 2022.

## Géographie

### Localisation
Le bourg d'Amfreville occupe une position centrale à 20 mètres d'altitude. Dans les marais passe la limite séparant des communes de Neuville-au-Plain, Fresville, Sainte-Mère-Église, et Picauville.
| Gourbesville | Gourbesville, Fresville | Fresville, Neuville-au-Plain |
| Gourbesville | Amfreville              | Sainte-Mère-Église           |
| Étienville   | Picauville              | Picauville                   |

### Géologie et relief
Le point culminant se situe au lieu-dit le Mont, à 30 mètres d'altitude, au nord-ouest du bourg, sur une hauteur qui fait fonction de limite avec Gourbesville. Les basses prairies du marais d'Amfreville descendent jusqu'à deux mètres d'altitude près du Merderet.

### Paysages
La commune est peu boisée, comme tout le Cotentin, mais le bocage fait que l'arbre et la haie lui donne de loin une allure de forêt, les parcelles étant souvent de petite taille. Seuls les prés au bord du marais sont dépourvus d'arbres, puisque le marais « blanchit » chaque année vers janvier-février.

### Milieux naturels et biodiversité
La commune fait partie du parc naturel régional des Marais du Cotentin et du Bessin.

## Urbanisme
La commune se compose d'un bourg principal (Amfreville) et de plusieurs écarts: la Fontaine, la Féricotterie, les Landes, le Sis, les Ancres, le Motey, les Helpiquets, les Cardets, Rubec, Hameau aux Brix, Cauquigny (église), le Bourg Neuf, Hameau Flaux, le Château (et sa chapelle), la Pesquerie, Durencru, la Percillerie, Bergerie des Avocats, les Heutes, la Moinerie (château), Rue maison neuve.
La portion est d'Amfreville, bordée par le Merderet, présente de nombreux marais et prés humides : l'Essert, Pièces du Pont, l'Île, les Croisées, le Tiers, le Closet, le Parquet, Pièces d'Envie, les Marais. La partie ouest, structurée en champs, est quasi-inhabitée (seulement le manoir de la Moinerie).

## Toponymie

### Amfreville
Amfreville est attesté en 1150 sous la forme Ansfrevilla.
Toponyme médiéval en -ville (élément issu du gallo-roman VILLA « domaine rural »). Le premier élément est l'anthroponyme norrois Ásfridr, localement adapté en Normandie sous la forme francique Ansfrid, d'où le sens global de « domaine rural d'Ásfridr ».

### Cauquigny
Cauquigny est attesté en 1154 sous la forme Calqueneio.
Toponyme formé avec le suffixe gallo-roman -ACU ou -IN-IACU ajouté à un anthroponyme. Ce premier élément est de forme et d'origine discutées :
- François de Beaurepaire proposa une formation en -IN-IACU à partir d'un nom de personne de type germanique °Calko, soit °CALKINIACU, « (le domaine) de Calko ». Ce dernier pourrait représenter une forme réduite de °Scalc(h)o, qui est quant à lui bien attesté[9]. L'origine germanique du nom et son emprunt tardif permettent de justifier le maintien de [k] devant [i], là où l'on attendrait une forme dialectale en [ʃ] ou française en [s].
- Ernest Nègre avança une protoforme °CALCANIACU, dérivé toponymique en -ACU d'un surnom gallo-romain hypothétique °Calcaneus, lui-même tiré du latin calcaneus « talon », donc « (le domaine) de °Calcaneus »[10].

De ces deux hypothèses, la seconde pose le moins de problèmes phonétiques, mais postule l'existence d'un nom jamais attesté. La première est plus vraisemblable, mais l'argument phonétique est un peu plus délicat, quoique plausible.

### Micro-toponymie
Rubec vient à la fois de l'ancien français ru et du norrois bekkr, ces derniers ont le même sens : « ruisseau ».
Motey est un toponyme fréquent dans le nord de la France dès le XIIe siècle, il vient de l'ancien français mostier « église »
Les lieux-dits en Y-ère/-erie résultent du fort accroissement démographique normand du XIe – XIIIe siècle. Ils désignaient la ferme de la famille Y, fondée sur les nouvelles terres obtenues par les grands défrichements. Les essarts prennent le nom des défricheurs, suivi de la désinence -erie ou -ière.
Les autres lieux-dits en (Hameau / Le(s)…)-Y s'avèrent plus récents, ils indiquaient un bien de la famille Y.

## Histoire

### Protohistoire
Sur le territoire communal fut découvert des coins en bronze d'époque celtique.

### Moyen Âge
Au XIIe siècle, la paroisse relève de l'honneur de Néhou, et a pour seigneur Baudouin de Reviers.
Selon Théodose du Moncel, s'appuyant sur Charles Duhérissier de Gerville, le seigneur d'Amfreville en 1329 est Guillaume Avenel des Biards. Par mariage, le titre échoit à Jean de Tardes, baron de l'Angle-de-Néhou, qui épouse Françoise des Biards en 1503, puis à Nicolas, baron de Mouy, uni à Françoise de Tardes, dame d'Amfreville, de Néhou et des Biards, en 1533. Leurs fils et petit-fils en héritent. Le fief devient ensuite la propriété de la famille du Poërier, puis des Davy, ces derniers obtenant l'érection en marquisat. Les Davy d'Amfreville donne plusieurs marins, dont François Davy d'Amfreville, ainsi que deux cardinaux de la curie romaine et deux grands baillis du Cotentin. La seigneurie d'Amfreville a été la possession de la famille Davy qui étaient également seigneurs du Perron et de Virville à Saint-Aubin-du-Perron, de Boisroger, de Quettreville, de Guéhébert, de Muneville, de Feugères, de Montcuit, de Mary et de Saint-Malo-de-la-Lande. À la mort du commandeur d'Amfreville, en 1780, la famille du Mesnildot hérite du domaine, vendu ensuite aux Sesmaisons.

### Temps modernes
En 1567, les héritiers du sieur de Mouy, de Langle de Néhou et Amfreville, sont taxés pour ces fiefs de 60 livres dans le rôle des nobles et roturiers, au titre du ban et de l'arrière ban de la vicomté de Coutances, réalisé par Gilles Dancel, seigneur d'Audouville, lieutenant général du bailli de Cotentin, tenu à Coutances les 20-22 octobre. Le fief d'Amfreville, plein fief de haubert dont le chef était à Amfreville, sera érigé en baronnie en 1615, puis en marquisat en 1686.
Sous l'Ancien Régime, Amfreville faisait partie de la généralité de Caen, de l'élection de Valognes (en 1612/1636 et 1677) puis de Carentan (en 1713) et de la sergenterie de Pont-l'Abbé.

### Époque contemporaine
En 1812, Amfreville absorbe Cauquigny,, au sud-est de son territoire.

## Politique et administration
| Période                                                                                   | Période       | Identité                  | Étiquette | Qualité                       |
| ----------------------------------------------------------------------------------------- | ------------- | ------------------------- | --------- | ----------------------------- |
| Une partie des données est issue d'une liste établie par Jean Pouëssel et Jean-Noël Noury |               |                           |           |                               |
| 1793                                                                                      | 1806          | Thomas Barbey             |           |                               |
| 1806                                                                                      | 1815          | Gabriel du Mesnildot      |           |                               |
| 1815                                                                                      | 1821          | Jean-Baptiste Charpentier |           |                               |
| 1822                                                                                      | 1830          | Gabriel du Mesnildot      |           |                               |
| 1830                                                                                      | 1831          | Jean-Baptiste Franchomme  |           |                               |
| 1832                                                                                      | 1832          | François Férey            |           |                               |
| 1833                                                                                      | 1839          | Charles de Brix           |           |                               |
| 1839                                                                                      | 1848          | Jean Belliard             |           |                               |
| 1848                                                                                      | 1854          | Pierre Leconte            |           |                               |
| 1854                                                                                      | 1872          | Jean F. Cardet            |           |                               |
| 1872                                                                                      | 1882          | Pierre Besnard            |           |                               |
| 1882                                                                                      | 1911          | Pierre Férey              |           |                               |
| 1911                                                                                      | 1914          | Jean Legrusley            |           |                               |
| 1914                                                                                      | 1916          | Michel Le Heuzey          |           | faisant fonction              |
| 1916                                                                                      | 1917          | Eugène Delalande          |           |                               |
| 1917                                                                                      | 1928          | Michel Le Heuzey          |           |                               |
| 1928                                                                                      | 1948          | Pierre Férey              |           |                               |
| 1948                                                                                      | 1977          | Paul Férey                |           |                               |
| Les données manquantes sont à compléter.                                                  |               |                           |           |                               |
| avant 1972                                                                                |               | Maryse Gervais            |           |                               |
| Les données manquantes sont à compléter.                                                  |               |                           |           |                               |
| 1977                                                                                      | mars 2014     | Alain Maître              |           |                               |
| mars 2014                                                                                 | décembre 2015 | Ginette Dongé             | SE        | Retraitée ressources humaines |

| Période                                  | Période       | Identité      | Étiquette | Qualité                  |
| ---------------------------------------- | ------------- | ------------- | --------- | ------------------------ |
| janvier 2016                             | décembre 2021 | Ginette Dongé |           | Maire l'ancienne commune |
| Les données manquantes sont à compléter. |               |               |           |                          |

Par décision du conseil de la commune nouvelle de Picauville, le statut de commune déléguée d'Amfreville est supprimé à partir du 1er janvier 2022.

## Population et société
Les habitants de la commune sont appelés les Amfrevillais.

### Démographie
En 2019, la commune comptait 287 habitants. Depuis 2004, les enquêtes de recensement dans les communes de moins de 10 000 habitants ont lieu tous les cinq ans (en 2008, 2013, 2018, etc. pour Amfreville) et les chiffres de population municipale légale des autres années sont des estimations.
| 1793 | 1800 | 1806 | 1821 | 1831 | 1836 | 1841 | 1846 | 1851 |
| ---- | ---- | ---- | ---- | ---- | ---- | ---- | ---- | ---- |
| 775  | 805  | 927  | 938  | 820  | 805  | 848  | 830  | 793  |

| 1856 | 1861 | 1866 | 1872 | 1876 | 1881 | 1886 | 1891 | 1896 |
| ---- | ---- | ---- | ---- | ---- | ---- | ---- | ---- | ---- |
| 741  | 759  | 786  | 726  | 786  | 771  | 717  | 683  | 642  |

| 1901 | 1906 | 1911 | 1921 | 1926 | 1931 | 1936 | 1946 | 1954 |
| ---- | ---- | ---- | ---- | ---- | ---- | ---- | ---- | ---- |
| 614  | 626  | 610  | 571  | 540  | 523  | 491  | 459  | 430  |

| 1962 | 1968 | 1975 | 1982 | 1990 | 1999 | 2008 | 2013 | 2018 |
| ---- | ---- | ---- | ---- | ---- | ---- | ---- | ---- | ---- |
| 414  | 369  | 333  | 312  | 295  | 290  | 299  | 288  | 287  |

| 2019 | - | - | - | - | - | - | - | - |
| ---- | - | - | - | - | - | - | - | - |
| 287  | - | - | - | - | - | - | - | - |

| 1793 | 1800 | 1806 |
| ---- | ---- | ---- |
| 54   | 48   | 70   |

## Économie
La commune se situe dans la zone géographique des appellations d'origine protégée (AOP) Beurre d'Isigny et Crème d'Isigny.

## Culture locale et patrimoine

### Lieux et monuments
- Château d'Amfreville des XIIIe, XVIe – XVIIIe siècles, avec poterne du XVe siècle et chapelle du XIVe siècle voûtée d'ogives, partiellement inscrit au titre des monuments historiques par arrêté du 30 mars 1965[28]..
- Manoir de la Moynerie des XVe – XXe siècles, de style gothique flamboyant inscrit à l'Inventaire général du patrimoine culturel[29]. La chapelle de l'ancien prieuré de la Lande a été rasée, il y a fort longtemps. Le pigeonnier est une énorme tour blanche. L'habitation actuelle a dû être reconstruite de fond en comble après avoir été partiellement incendiée en 1944. Du XVIe siècle[30], il subsiste des fenêtres à meneaux et la porte double du rez-de-chaussée de la tour qui a échappé au sinistre, et qui ne s'ouvre plus que sur un sentier. Les ouvertures à l'étage ont été refaites à l'identique.
- Ferme Les Ancres (1821).
- Ferme du Hameaux aux Brix des XVIe – XVIIIe siècles.
- Église Saint-Martin des XIIIe, XVIe – XVIIe siècles, avec sa nef du XIIIe siècle, son chœur des XIIIe – XVIe siècles et son clocher-tour coiffé en bâtière du XIIIe siècle remanié au XVIIe siècle. L'intérieur a conservé son style gothique. L'église abrite de nombreuses œuvres classées au titre objet aux monuments historiques en 1972[31] : une poutre de gloire (tref) et sa statue christ en croix, des stalles, un calice et patène, une chaire à prêcher, un maître-autel, tabernacle, exposition, retable, ciborium (baldaquin), deux statues : Anges adorateurs, deux reliquaires, un coffret aux saintes huiles (boîte aux saintes huiles) et deux ampoules, ainsi que les statues : Vierge à l'Enfant du XIVe siècle, saint Sulpice du XIVe siècle, saint Éloi, saint Martin et une seconde Vierge à l'Enfant du XVIIIe. Sur une clef de voûte armorié est figuré le blason de la famille Poërier d'Amfreville, avec la date de 1706[Note 2] : d'azur au chevron d'or, accompagné en chef de deux étoiles d'argent, et d'un croissant du même en pointe[32].
- Chapelle Saint-Ferréol de Cauquigny du XIIe siècle, reconstruite en 1944.
- If funéraire du cimetière.
- Ancien presbytère et son portail des XVIe – XIXe siècles, inscrit à l'Inventaire général du patrimoine culturel en 1985[33].
- Rives du Merderet.

Pour mémoire
- Motte féodale[34].

La commune est également concernée par le périmètre de protection des monuments inscrits hors de la commune : la mairie de La Pernelle et l'église de Montfarville.

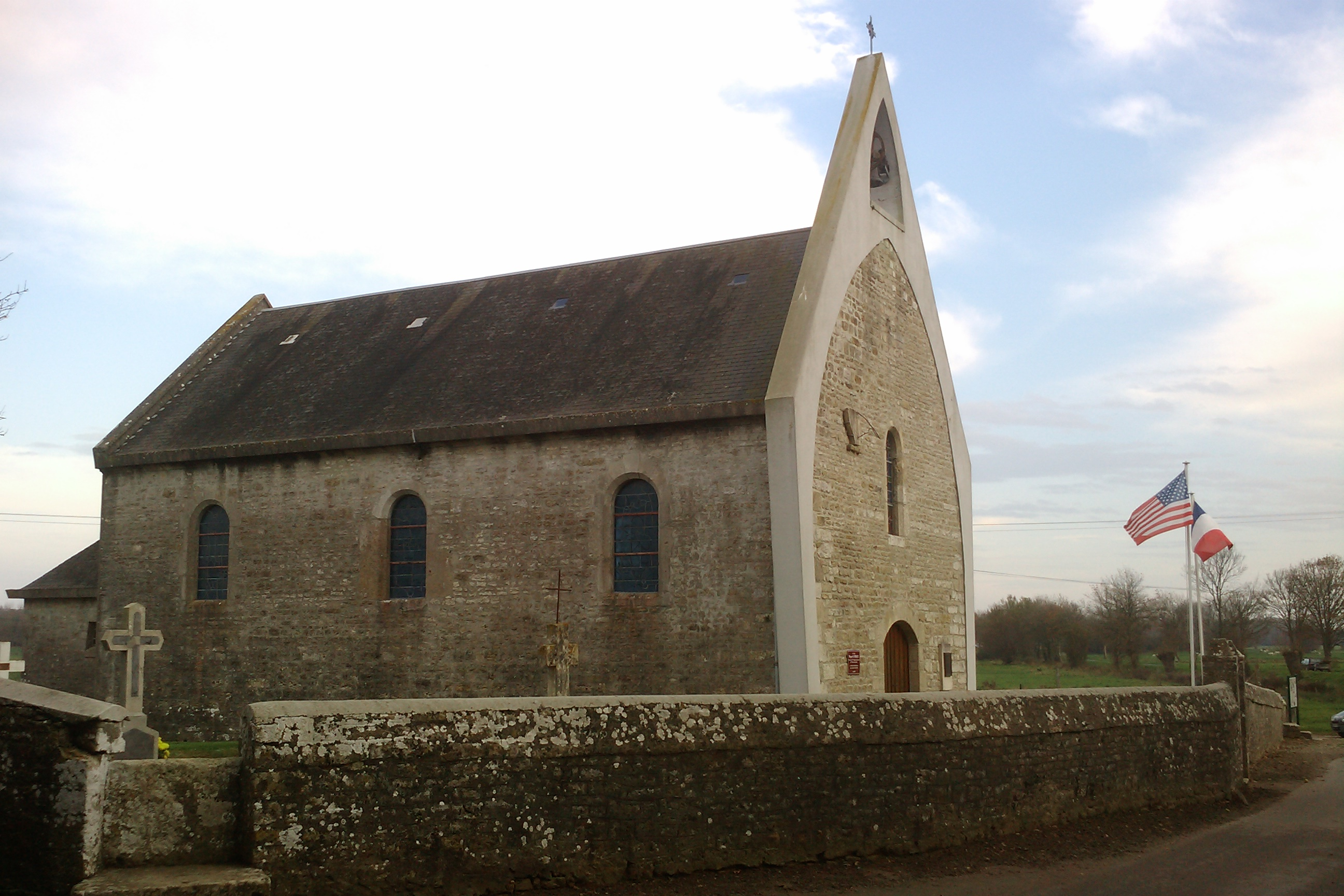
L'église Saint-Ferréol de Cauquigny.
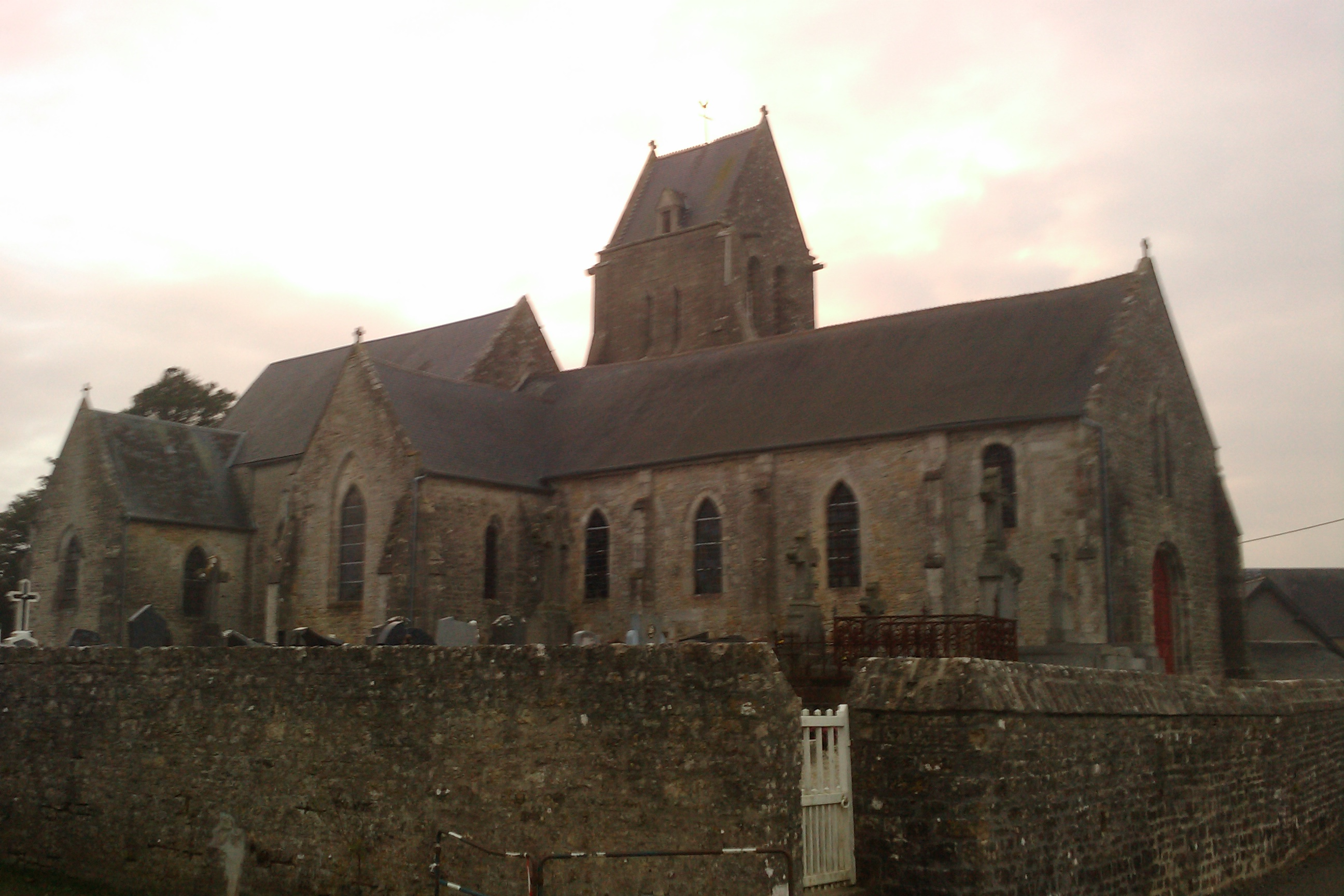
L'église Saint-Martin.

### Personnalités liées à la commune
- Adrien de Poërier, baron d'Amfreville, Cauquigny et Colomby, président au Parlement de Rouen, fondateur du couvent des capucins de Valognes en 1620[21].
- Charles-François Davy (1628-1692), marquis d'Amfreville, lieutenant général des armées navales, permettra à l'amiral de Tourville, lors de la bataille de la Hougue, de se dégager, mais meurt de ses blessures à Brest[21]. Ses frères, René-Hervé Davy et Jacques Davy commandent aussi à la Hougue le Vermandois et le Gaillard[21].

### Héraldique
| Blason de Amfreville | Blason  | D'azur au chevron d'or, accompagné en chef de deux étoiles d'argent, et d'un croissant du même en pointe |
| Blason de Amfreville | Détails | Ces armes sont celles d'une importante famille du Cotentin sous l'Ancien Régime, les Poërier. Elles furent portées conjointement par toutes les branches de cette même famille, les Poërier d'Amfreville, Poërier de Francqueville, Poërier de Taillepied et Poërier de Portbail. De nos jours, seule subsiste la branche de Portbail. Le statut officiel du blason reste à déterminer. |